# Station Hartlepool
Hartlepool is een spoorwegstation van National Rail in Hartlepool in Engeland. Het station is eigendom van Network Rail en wordt beheerd door Northern Rail.

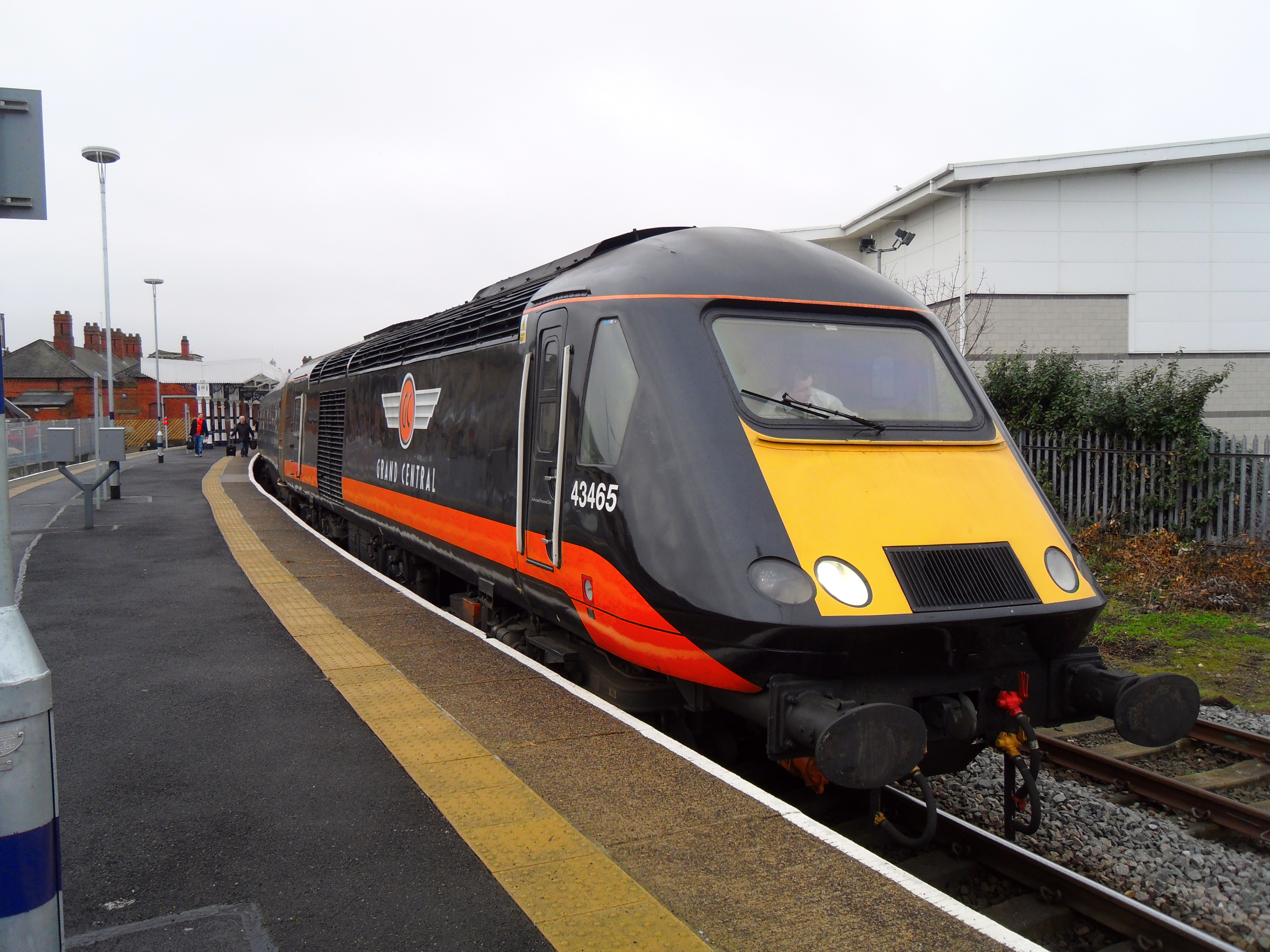
Trein van Grand Central met locomotief class 43